# Team Lotto NL-Jumbo/Saison 2018
Diese Liste beschreibt die Mannschaft und die Erfolge des Radsportteams Team Lotto NL-Jumbo in der Saison 2018.

## Erfolge in der UCI WorldTour
In den Rennen der Saison 2018 der UCI WorldTour gelangen die nachstehenden Erfolge.
| Datum         | Rennen                               | Sieger            |
| ------------- | ------------------------------------ | ----------------- |
| 5. März       | 2. Etappe Paris–Nizza                | Dylan Groenewegen |
| 9. März       | 3. Etappe Tirreno–Adriatico          | Primož Roglič     |
| 5. April      | 4. Etappe Baskenland-Rundfahrt (EZF) | Primož Roglič     |
| 2.–7. April   | Gesamtwertung Baskenland-Rundfahrt   | Primož Roglič     |
| 24.–29. April | Gesamtwertung Tour de Romandie       | Primož Roglič     |
| 9. Mai        | 5. Etappe Giro d’Italia              | Enrico Battaglin  |
| 13. Juli      | 7. Etappe Tour de France             | Dylan Groenewegen |
| 14. Juli      | 8. Etappe Tour de France             | Dylan Groenewegen |
| 27. Juli      | 19. Etappe Tour de France            | Primož Roglič     |
| 16. Oktober   | 1. Etappe Tour of Guangxi            | Dylan Groenewegen |

## Erfolge in der UCI America Tour
In den Rennen der Saison 2018 der UCI America Tour gelangen die nachstehenden Erfolge.
| Datum         | Rennen                     | Kat. | Fahrer           |
| ------------- | -------------------------- | ---- | ---------------- |
| 8. August     | 2. Etappe Tour of Utah     | 2.HC | Sepp Kuss        |
| 11. August    | 5. Etappe Tour of Utah     | 2.HC | Sepp Kuss        |
| 12. August    | 6. Etappe Tour of Utah     | 2.HC | Sepp Kuss        |
| 6.–12. August | Gesamtwertung Tour of Utah | 2.HC | Sepp Kuss        |
| 18. August    | 3. Etappe Colorado Classic | 2.HC | Pascal Eenkhoorn |

## Erfolge in der UCI Asia Tour
In den Rennen der Saison 2018 der UCI Asia Tour gelangen die nachstehenden Erfolge.
| Datum      | Rennen               | Kat. | Sieger            |
| ---------- | -------------------- | ---- | ----------------- |
| 6. Februar | 1. Etappe Dubai Tour | 2.HC | Dylan Groenewegen |

## Erfolge in der UCI Europe Tour
In den Rennen der Saison 2018 der UCI Europe Tour gelangen die nachstehenden Erfolge.
| Datum         | Rennen                              | Kat. | Sieger              |
| ------------- | ----------------------------------- | ---- | ------------------- |
| 31. Januar    | 1. Etappe Valencia-Rundfahrt        | 2.1  | Danny van Poppel    |
| 14. Februar   | 1. Etappe Algarve-Rundfahrt         | 2.HC | Dylan Groenewegen   |
| 17. Februar   | 4. Etappe Algarve-Rundfahrt         | 2.HC | Dylan Groenewegen   |
| 25. Februar   | Kuurne–Brüssel–Kuurne               | 1.HC | Dylan Groenewegen   |
| 22. März      | 1a. Etappe Settimana Internazionale | 2.1  | Pascal Eenkhoorn    |
| 16. Mai       | 1. Etappe Tour of Norway            | 2.HC | Dylan Groenewegen   |
| 18. Mai       | 3. Etappe Tour of Norway            | 2.HC | Dylan Groenewegen   |
| 19. Mai       | 4. Etappe Tour of Norway            | 2.HC | Dylan Groenewegen   |
| 14. Juni      | 2. Etappe Slowenien-Rundfahrt       | 2.1  | Dylan Groenewegen   |
| 16. Juni      | 4. Etappe Slowenien-Rundfahrt       | 2.1  | Primož Roglič       |
| 17. Juni      | 5. Etappe Slowenien-Rundfahrt (EZF) | 2.1  | Primož Roglič       |
| 13.–17. Juni  | Gesamtwertung Slowenien-Rundfahrt   | 2.1  | Primož Roglič       |
| 19. Juni      | Halle–Ingooigem                     | 1.1  | Danny van Poppel    |
| 22. August    | Arnhem–Veenendaal Classic           | 1.1  | Dylan Groenewegen   |
| 6. September  | 5. Etappe Tour of Britain (MZF)     | 2.HC | Team Lotto NL-Jumbo |
| 14. September | Kampioenschap van Vlaanderen        | 1.1  | Dylan Groenewegen   |
| 2. Oktober    | Binche–Chimay–Binche                | 1.1  | Danny van Poppel    |

## Mannschaft
| Teamkader 2018                            | Teamkader 2018     | Teamkader 2018     | Teamkader 2018                     |
| Name                                      | Geburtsdatum       | Land               | Vorheriges Team                    |
| ----------------------------------------- | ------------------ | ------------------ | ---------------------------------- |
| Enrico Battaglin                          | 17. November 1989  | Italien            | Bardiani CSF (2015)                |
| George Bennett                            | 7. April 1990      | Neuseeland         | Cannondale (2014)                  |
| Lars Boom                                 | 30. Dezember 1985  | Niederlande        | Astana (2016)                      |
| Koen Bouwman                              | 2. Dezember 1993   | Niederlande        | SEG Racing (2015)                  |
| Stef Clement                              | 24. September 1982 | Niederlande        | IAM Cycling (2016)                 |
| Floris De Tier                            | 20. Januar 1992    | Belgien            | Topsport Vlaanderen-Baloise (2016) |
| Pascal Eenkhoorn                          | 8. Februar 1997    | Niederlande        | BMC Development (2017)             |
| Robert Gesink                             | 31. Mai 1986       | Niederlande        | Rabobank Continental (2006)        |
| Dylan Groenewegen                         | 21. Juni 1993      | Niederlande        | Roompot Oranje Peloton (2015)      |
| Amund Grøndahl Jansen                     | 11. Februar 1994   | Norwegen           | Joker Byggtorget (2016)            |
| Steven Kruijswijk                         | 7. Juni 1987       | Niederlande        | Rabobank Continental (2009)        |
| Sepp Kuss                                 | 13. September 1994 | Vereinigte Staaten | Rally Cycling (2017)               |
| Tom Leezer                                | 26. Dezember 1985  | Niederlande        | Rabobank Continental (2007)        |
| Bert-Jan Lindeman                         | 16. Juni 1989      | Niederlande        | Rabobank Development (2014)        |
| Daan Olivier                              | 24. November 1992  | Niederlande        | De Jonge Renner (2016)             |
| Paul Martens                              | 26. Oktober 1983   | Deutschland        | Skil-Shimano (2007)                |
| Neilson Powless                           | 3. September 1996  | Vereinigte Staaten | Axeon-Hagens Berman (2017)         |
| Primož Roglič                             | 29. Oktober 1989   | Slowenien          | Adria Mobil (2015)                 |
| Timo Roosen                               | 11. Januar 1993    | Niederlande        | Rabobank Development (2014)        |
| Bram Tankink                              | 3. Dezember 1978   | Niederlande        | Quick Step-Innergetic (2007)       |
| Antwan Tolhoek                            | 29. April 1994     | Niederlande        | Roompot-Oranje Peloton (2016)      |
| Jos van Emden                             | 18. Februar 1985   | Niederlande        | Rabobank Continental (2008)        |
| Gijs Van Hoecke                           | 12. November 1991  | Belgien            | Topsport Vlaanderen-Baloise (2016) |
| Danny van Poppel                          | 26. Juli 1993      | Niederlande        | Team Sky (2017)                    |
| Robert Wagner                             | 17. April 1983     | Deutschland        | RadioShack-Nissan (2012)           |
| Maarten Wijnants                          | 13. Mai 1982       | Belgien            | Quick Step (2010)                  |
|                                           |                    |                    |                                    |
| Quellen: ProCyclingStats Cycling Quotient |                    |                    |                                    |